# Павликянство
Павликянството е религиозно движение, появило се през VII век в Армения и Горна Месопотамия, в контактната зона между Източната Римска империя и Арабския халифат.
За негов създател се смята Константин Мананали, създал първата арменска павликянска общност около 660 година и осъден на смърт като еретик от византийския император Константин IV Погонат. Въпреки гоненията, движението укрепва позициите си сред широки кръгове от населението и достига апогея си през 844 г. с основаването на Павликянската държава  с център Тефрике – днешен Дивриги в област Сивас, Турция. Павликяните са превъзходни бойци и с арабските си съюзници представляват опасност на източните граници на Византия. Те завладяват територията от град Ефес (50 км южно от град Измир) до град Никомедия (в близост до Цариград). Василий I успява да сломи съпротивата на павликяните и през 871 г. превзима Тефрике. Оцелелите павликяни бягат в Армения и Сирия. През 970 г. павликяните от Сирия са депортирани на Балканите, както и други павликяни преди това през 747 г., 755 г., 778 г. и 872 г.

## Наименование
Произходът на наименованието „павликяни“ е спорен. Предполага се, че то е свързано с личното име Павел, но производната форма е образувана нетипично – παυλικιανοί вместо παυλιανοί. Тя изглежда идва от арменска умалителна форма на „Павел“. Някои средновековни автори я извеждат от съчетание на имената Павел и Йоан (с предполагаема първоначална форма παυλοιοαννοί), сочени за основатели на движението, теория, която се отхвърля от съвременните изследователи.
Павел, чието име носи движението, вероятно е раннохристиянският апостол Павел от Тарс. За това говори особеното отношение на самите павликяни към него – специалното им предпочитание към новозаветните послания на апостол Павел, имената на негови сподвижници, приемани от водачите на павликянското движение, и именуването на павликянските провинции по области, в които апостолът е проповядвал. Православните полемисти изрично отхвърлят такава връзка, свързвайки името на павликяните с обвинения в ерес антиохийски патриарх от III век Павел Самосатски, но в действителност няма връзка между религиозните възгледи на павликяните и Павел Самосатски.
„Павликяни“ изглежда първоначално е екзоним, с който последователите на движението са наричани от православните. Самите те се наричат „християни“, разграничавайки се от православните, които наричат „ромеи“. Впоследствие наименованието е възприето от павликяните и в наши дни продължава да се използва като самоназвание от някои общности на български католици, особено от банатските българи.

## Доктрина
Религиозните възгледи на павликяните не са добре изяснени, заради противоречия в сведенията за тях. Ранните византийски източници, главно антиеретически текстове, разглеждат павликянството като вариант на манихейството с всички негови характеристики. В същото време много от известните практики на павликяните контрастират с тези на манихеите – иконоборство и войнственост, отхвърляне на църковната йерархия и аскетизма. Изхождайки от критичен анализ на източниците и привличането на средновековни и по-нови арменски източници, редица изследователи смятат доктрината на павликяните за произтичаща пряко от ранното християнство. Докато някои автори обясняват тези разминавания с развитие на възгледите на павликяните през вековете, други ги свързват с умишлен стремеж на византийските автори да представят павликянството като силно отличаващо се от православието.
Друг вероятен източник на павликянските религиозни възгледи е маркионизмът, чийто дуализъм произтича от противопоставянето на създалия света Бог на правосъдието от Стария завет на милосърдния Бог на любовта от Новия завет. Други сходства между павликянство и маркионизъм са особеното почитане на апостол Павел и христологичния докетизъм – отхвърлянето на Въплъщението на Иисус Христос и на неговата телесна същност. В това отношение възгледите на павликяните са противоположни на адопционизма на Павел Самосатски. В същото време в някои отношения павликяните се разграничават от маркионитите – отхвърлят епископалната църковна организация, стремежа към аскетизъм и тайнствата Кръщение и Причастие. Сходни са връзките на павликянството с масалианството, с което православните източници често го идентифицират.
Ключово място в религиозната практика на павликяните заемат Евангелията и Апостола, които всички вярващи трябва да знаят наизуст, а познаването им се смята за истинското Кръщение.
По-късната павликянска доктрина е описана през XII век от Евтимий Зигавин в раздел на антиеретическия му сборник „Догматическо всеоръжие“, съставен след организираните от император Алексий I Комнин продължителни диспути с филипополските павликяни. Според Зигавин централният възглед на павликянството е, че материалният свят е създаден от Сатаната, а светът на идеите – от добронамерения Бог Отец. Те отхвърлят човешката природа на Иисус Христос, идентифицират го с архангел Михаил и го смятат за Словото на Бог Отец, изпратено в материалния свят, като въплъщението му е само привидност. Смятат почитането на икони за идолопоклонство, а църквите – за обиталища на дяволи, които са ги разпределили според ранга си (така Йерусалимският храм е обиталище на Сатаната). Отричат Стария завет като създаден от Сатаната и разбират евхаристията като общение с новозаветните писания.

## История

### Възникване
Водещата съвременна изследователка на павликянството Нина Гарсоян, разглежда възникването на павликянството в контекста на съперничеството между Сирийската и Византийската църква за влияние в Голяма Армения. Първоначално християнството в региона се разпространява от Антиохия с богослужение на сирийски, а впоследствие като център на гръкоезичното християнство се налага Кесария Кападокийска. Двете църкви съществуват паралелно, подкрепяни съответно от Сасанидската и Източната Римска империя. Византийското влияние окончателно взема превес след Халкедонския събор от 451 година, който установява общи богословски позиции за всички близкоизточни църкви. Въпреки това в Сирия и Армения се запазват множество хетеродоксални общности, като павликяните вероятно произлизат от някои от тях.
Според предавани от някои византийски източници легенди, отхвърляни днес като недостоверни, павликянството е създадено от двамата братя Павел и Йоан, синове на манихейка от Самосата, които проповядват в Еписпарис в долината Фанароя в Понт. За надеждно засвидетелстван основоположник на павликянството се смята Константин, приел името Силван, който създава движението около 654 година и го оглавява в продължение на 27 години. Той е родом от Мананалис, изглежда в района на Самосата, и развива основната си дейност в крепостта Кивоса край Колонея. Силван поставя началото на павликянското учение, отхвърляйки повечето християнски текстове, извън четирите евангелия и посланията на апостол Павел. Еписпарис, Мананалис и Кивоса са центрове на три павликянски епархии, наричани по аналогия с основаваните от апостол Павел общности съответно Коринтска, Ахейска и Македонска църква.
Към 681 година император Константин IV Погонат изпраща в Колонея някой си Симеон, който трябва да ликвидира павликянството. Водачът на учението Силван е убит с камъни, но сектата изглежда продължава да съществува начело с осиновения му син Юст. Симеон се връща в Константинопол, но няколко години по-късно сам приема павликянството и към 687 година оглавява общността в Кивоса, приемайки името Тит. През 690 година Тит и негови сподвижници са изгорени на клада в Колонея и павликянската общност в Кивоса е разпръсната.
През следващите години павликянската църква се възстановява в Еписпарис начело с Павел Арменеца, като има данни за павликянско присъствие и в Мелитене. От 711 година водач на църквата е синът на Павел Генесий, приел името Тимотей. След идването на власт на иконоборческия император Лъв III преследванията срещу павликяните са прекратени, а патриарх Анастасий I Константинополски дори се среща с Тимотей и му връчва сигилий, легализиращ павликянството. След това Тимотей и последователите му се преместват в Мананалис.
Ръководителят на павликянското движение е избиран от специални представители и получава титлата „Боец на Бога“, но тази първоначална процедура изглежда е отпаднала. Специалните представители започват да избират лица, които да изпълняват различни функции във връзка с пропагандата на павликянската доктрина. Друга група на движението отговаря за организацията и планирането на стратегия от конфликти против противниците на павликяните. Павликянското движение има и военна организация, която към началото на девети век се оформя като армия, оглавявана от военно лице, наричано „ръководител на въоръжените сили“.
Тимотей умира при епидемия през 747 година, след което възниква конфликт за водачеството на павликяните между синовете му Захарий и Йосиф. Йосиф изглежда надделява с времето и приема името Епафродит. По това време възниква напрежение между павликяните и мюсюлманите, които по-рано са завладели Мананалис, и Епафродит с последователите си заминава за Еписпарис. Първоначално те са приети радушно, но след това властите правят опит да затворят Епафродит и той бяга във Фригия, а след това в Антиохия Писидийска, където основава нова Филипийска църква и проповядва в продължение на 30 години.
През този период продължава благосклонното отношение на императорите иконоборци към павликяните, като противниците на император Константин V направо го определят като павликянин. Той пръв преселва павликяни, някои изглежда бягащи от мюсюлманите, в Северна Тракия, за да укрепи границата с България, както и в столицата Константинопол. По време на антииконоборската реакция при императрица Ирина са възстановени някои дискриминационни мерки срещу павликяните. По това време техен водач е Ваан, син на приел павликянството евреин.

### Политическа самостоятелност и държава
През 801 година водач на павликяните става Сергий, приел името Тихон, който развива мащабна дейност за консолидиране на религиозната доктрина на павликяните и реорганизиране на църквите им. Наред с дотогавашните четири павликянски църкви, Тихон създава още три – Колоска (с център крепостта Аргаус при Мелитене), Ефеска (при Мопсуестия в Киликия) и Лаодикийска (при Кинохорион край Неокесария в Понт). В началото на дейността му, при император Никифор I, също обвиняван в павликянство, правата на павликяните са възстановени, но с края на иконоборството в Източната Римска империя разривът между павликяните и властите се задълбочава.
Последователите на Тихон са наричани в историческите източници „астати“ („скитници“) и изглежда се занимават активно с разбойничество и партизански действия по цялото протежение на границата между Източната Римска империя и мюсюлманите. Към 830 година много астати се установяват в Аргаус, крепост, дадена им от мюсюлманския емир на Мелитене, който ги смята за свои съюзници срещу византийците. В Аргаус през 835 година умира водачът на павликяните Тихон. Той е наследен от „синекдеми и нотарии“, но скоро начело на общността се налага Карбеас.
Карбеас основава крепостта Тефрике, която става център на павликянството през следващите години. Към 842 година императрица Теодора II, регент на сина си Михаил III, започва нова кампания срещу иконоборци и павликяни, при която хиляди павликяни загубват живота си, а собствеността и земите им са конфискувани от държавата. Сред убитите е и бащата на Карбеас, а кланетата предизвикват масово изселване на павликани от мюсюлманската страна на границата, където Карбеас оглавява автономно държавно образувание. През следващите десетилетия павликяните са основен съюзник на мюсюлманите срещу Източната Римска империя, действайки съвместно с емира на Тарс Али ибн Яхия ал-Армани и емира на Мелитене Омар ал-Акта.
Карбеас умира към 863 година и е наследен от своя родственик и вероятно осиновен син Хризохир. При него павликяните достигат най-голямата си военна сила, завземайки за кратко градове далеч на запад, като Никея, Никомедия и Ефес. Към 869 година император Василий I Македонец води преговори за мир с павликяните, но скоро се отказва от тях и през 871 година лично ръководи неуспешен опит да превземе Тефрике. Хризохир е убит през 872 година на връщане от поход към Галатия.

### Разпадане на държавата и разселване
След смъртта на Хризохир павликяните продължават съпротивата още няколко години, но през 878 година Тефрике е превзет от византийците и те губят дотогавашното си политическо значение. Много павликяни се изселват на югоизток и е възможно част от тях да се присъединяват към тондракитите, които по това време се засилват. Въпреки че павликяните никога вече не достигат влиянието си от IX век, те се споменават многократно и през следващите столетия, включително по време на Кръстоносните походи, като обикновено действат съвместно с мюсюлманите.
Още от VIII век павликяни участват във византийски военни контингенти и са преселвани в застрашени гранични зони на Източната Римска империя. Сведения за такива преселвания има за периодите на византийско присъствие в Сицилия през IX-X век. В резултат на няколко преселвания павликяните образуват трайна общност на Балканите с център в Филипопол.
Първите заселвания на павликяни в Тракия става около 756 година, когато император Константин V Копроним отнема от мюсюлманите Мелитене и Теодосиопол, и преселва в Тракия и Константинопол живеещите там „сирийци и арменци“, негови поддръжници, което според православните хронисти става причина за разпространението на павликянството в Европа. По-късно, по времето на император Лъв V Арменец, императрица Теодора и император Василий I, се извършват нови преселвания на павликяни. Последното голямо преселване е през 970 г., когато в района на Филипопол се заселват 200 000 тондракити (според Анна Комнина – павликяни).

## Социални и етнически характеристики
Историческите сведения, както и някои страни на религиозната им доктрина, показват, че основната маса от павликяните в Мала Азия през VIII-IX век са акрити, военизирани общности по границата на Източната Римска империя. В същото време павликянското учение прониква в различни социални слоеве – от слуги и пастири до висши военни, провинциални земевладелци, а в определени периоди дори и придворни на императорите.
Въпреки това марксистката историография разглежда павликянството като преди всичко социално движение, насочено срещу установените институции. Съгласно Карен Юзбашян, павликянското движение е селско бунтарско движение. Неговата движеща сила е общността, която се противопоставя на управляващото малцинство. Прави се опит да се възстанови традиционния християнски „комунален“ живот.
Павликянството е главно религиозно, а впоследствие и политическо движение и изглежда не е етнически хомогенно. В същото време територията, на която възниква, е с предимно арменско население, православни източници определят първите му водачи като арменци, а арменските източници обвиняват павликяните освен в различни религиозни отклонения, също и в братоубийствени нападения срещу арменците. От друга страна арабски източници от IX век определят павликяните като гърци с особена религия и ясно ги отграничават от арменците, които се заселват в техните земи след разгрома им. Различни източници сочат важната религиозна роля на гръцкия език, като павликяните дори карали робите си славяни да учат гръцки, за да разбират Евангелията и Посланията на апостол Павел.

## Наследство
Павликяните се смятат, заедно с богомилите, за родоначалници на катарите, които във Франция през 12 и 13 век често са наричани с производни имена от павликянин (paulician) и българин (bougre). Тондракитите от 10 век фактически са продължители на павликянството. Произходът на афшарите, йезидите и алевиите, също сочи за връзка с павликянските общности, възприели синкретичен ислям в горна Месопотамия, северна Сирия и множество райони на Кюрдистан.